# 阿保郁夫
阿保 郁夫（あぼ いくお、1937年 - 2021年9月1日）は、タンゴ歌手で、音楽プロデューサー。本名:阿保 勲（あぼ いさお）｡

## 生涯
青森県弘前市出身。顔面麻痺の治療中にタンゴに出会い、アルゼンチンの音楽家、リカルド・フランシア、フェルナンド・テルに師事する。1961年に、NHK『歌の広場』で、タンゴ歌手としてデビューする。1964年、藤沢嵐子らと、アルゼンチンツアーに参加する。アルゼンチンRCAにて、録音する。その中の「上を向いて歩こう」をタンゴアレンジした「SUKIYAKI（Naranjos en Flor）」がアルゼンチンにて空前の大ヒットとなる。アルゼンチン作詞家作曲家協会の特別顕彰を受けることとなる。1966年、『坂本政一とオルケスタ・ティピカ・ポルテニア』と共に、アルゼンチン、アメリカ、ヨーロッパ等に演奏旅行した。1975年より、プロデューサーとして、タンゴやフォルクローレのレコード作製に、たずさわる。NHK金曜時代劇「山田風太郎 からくり事件帖-警視庁草紙より-」の主題歌「風のタンゴ」を歌う。なお、アルゼンチンのインターネットサイトのTodoTangoでは、タンゴ歌手として、項目があり "A lo Megata"（ア・ロ・メガタ）という日本向けオリジナルのタンゴの歌がある。
その後病を得て引退した。最後のレコーディングは2001年に行われ、これ以後の音源はない。2021年9月1日午前11時26分､誤嚥性肺炎のため東京都内で死去｡84歳没｡

## CD
- 明日は船出（インディペンデントレーベル 1997年2月8日リリース）　ASIN: B003AMI9DA
- 風のタンゴ　（ビクターエンタテインメント 2001年10月24日リリース ） ASIN: B00005Q7XT